# 嚴重急性呼吸道症候群冠狀病毒2型Alpha變異株
嚴重急性呼吸道症候群冠狀病毒2型-Alpha變異株（英語：SARS-CoV-2 Alpha variant），別名B.1.1.7譜系（英語：Lineage B.1.1.7），是嚴重急性呼吸綜合症冠狀病毒2型（SARS-CoV-2）的一種變異株，世界衛生組織將其列為「高關注變異株」（VOC），原因是其傳播性較严重的嚴重急性呼吸綜合症冠狀病毒2型高70%（香港大學團隊估算傳播力高75%）。2020年11月2019冠狀病毒病英國疫情期間，此變種病毒在9月首次從英國採集的樣本中發現，並在12月中旬開始在該國快速傳播。
根據英格蘭公共衛生署2021年8月報告，2月至8月Alpha變異株病例死亡率1.1%，新版Delta變異株則0.3%（如只計無注射疫苗則0.21%）。

## 名稱
此變種病毒有多個名稱，在英國境外有時稱之為英國變種病毒（英語： 或 British variant）。在英國，因為此變種病毒首先在肯特郡被發現，所以在之後將其稱為肯特郡變種病毒（英語：Kent variant）。
在科學用途中，此變種病毒起初被命名為VUI-202012/01（英語：First Variant Under Investigation in December 2020，意为“2020年12月首個被調查的變種”），但在2020年12月21日發佈的報告中，英格蘭公共衞生部將其重新歸類為值得關注的變種病毒。在代表新冠病毒基因組學英國聯盟（COG-UK）撰寫的報告中，他們根據PANGOLIN的系統將其命名為B.1.1.7譜系。
2021年5月31日，世界衛生組織為幾種主要的變異病毒株以希臘字母命名，以避免地名命名導致污名化的問題，其中B.1.1.7命名為Alpha，世衛表示此命名並不會取代科學名稱。此后中国大陆媒体往往据此将其音译为阿尔法毒株。台灣則直接稱作Alpha變異株。

## 遗传图谱

SARS-CoV-2 Alpha变异株的氨基酸突变绘制在SARS-CoV-2的基因组图上

SARS-CoV-2的突变是常见的：根据英国COVID-19基因组学联盟的数据，仅在其刺突蛋白中就检测到4000多个突变。

## 探测
属于B.1.1.7谱系的两个最早的基因组分别于2020年9月20日在肯特郡和9月21日在大伦敦采集。这些序列被提交到全球共享流感数据倡议组织（GISAID）序列数据库（序列登录名分别为EPI_ISL_601443和EPI_ISL_581117）。截至12月15日，B.1.1.7谱系共有1623个基因组。其中519个样本在大伦敦，555个在肯特郡，545个在英国其他地区（包括苏格兰和威尔士），4个在其他国家/地区。
使用遗传证据进行的反向追踪表明，这一新变种于2020年9月出现，然后以极低的水平在人群中传播，直到11月中旬。11月下旬，当英国公共卫生局（PHE）正在调查为何肯特郡的感染率尽管受到国家限制而没有下降时，发现了与该新变种有关的病例。随后，PHE发现一个与这种变异体有关的簇（cluster）正在迅速蔓延到伦敦和埃塞克斯郡。

## 症状
根据伦敦帝国理工学院对英格兰100多万人进行的社区传播实时评估（REACT）研究，发现阿尔法变异株的一系列与COVID-19相关的额外症状，其中发冷、食欲不振、头痛和肌肉酸痛是最典型的症状。